# Симеоновград
Симеоновград (болг. Симеоновград) — город в Болгарии. Находится в Хасковской области, входит в общину Симеоновград. Население составляет 7699 человек (2022).

## Политическая ситуация
Кмет (мэр) общины Симеоновград — Милена Георгиева Рангелова (Демократы за сильную Болгарию (ДСБ)) по результатам выборов в правление общины.